# Wereldkampioenschap voetbal 1974 (kwalificatie CONMEBOL)

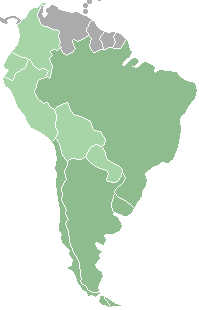
Deelnemende landen

Er hebben zich 9 teams van de CONMEBOL ingeschreven voor de kwalificatie van het Wereldkampioenschap voetbal 1974. Venezuela trok zich echter terug zonder een wedstrijd te spelen. Brazilië speelde geen kwalificatiewedstrijden, maar was automatisch gekwalificeerd als kampioen van het vorige toernooi. De deelnemende landen werden in 3 groepen verdeeld. De winnaars van groep 1 en 2 plaatsten zich 2 als groepswinnaars voor het hoofdtoernooi. Chili mocht als vierde land van de CONMEBOL deelnemen na de intercontinentale play-off, de Sovjet-Unie trok zich in die wedstrijd na 1 duel terug. De kwalificatie duurde van 29 april tot en met 26 september 1973.

## Gekwalificeerde landen
| FIFA-lid   | Confederatie | Kwalificatie             | Aantal dln. (inclusief 1974) | Dln. op rij | Eerste dln. | Laatste dln. | Titels (exclusief 1974) | Beste prestatie |
| ---------- | ------------ | ------------------------ | ---------------------------- | ----------- | ----------- | ------------ | ----------------------- | --------------- |
| Brazilië   | CONMEBOL     | Titelverdediger          | 10                           | 10          | 1930        | 1970         | 3                       | Kampioen        |
| Uruguay    | CONMEBOL     | Winnaar groep 1          | 7                            | 4           | 1930        | 1970         | 2                       | Kampioen        |
| Argentinië | CONMEBOL     | Winnaar groep 2          | 6                            | 1           | 1930        | 1966         | 0                       | Tweede          |
| Chili      | CONMEBOL     | play-off (UEFA–CONMEBOL) | 5                            | 1           | 1930        | 1966         | 0                       | Derde           |

## Groepen en wedstrijden
Legenda

### Groep 1
Na de vierde plaats op het laatste WK verwachtte Uruguay weinig problemen zich te kwalificeren met weinig aansprekende tegenstanders als Colombia en Ecuador. In de uitwedstrijden won men van Ecuador en speelde gelijk tegen Colombia en aangezien Colombia en Ecuador tegen elkaar gelijk speelden, had Uruguay in de thuiswedstrijden twee kansen zich te plaatsen. De wedstrijd tegen Colombia ging verloren met 0-1 door een doelpunt van Ortiz ver in de tweede helft. Nu was een zege met twee goals tegen Ecuador genoeg voor plaatsing. In de eerste helft was de strijd al snel beslist: 3-0 bij rust, 4-0 eindstand. De Uruguayanen stonden bekend om hun verdedigende voetbal en hardheid, maar waren nooit succesvol in WK's op Europese bodem.
| Pos | Land     | Wed | Win | Gel | Ver | DV | DT | +/− | Pnt |
| --- | -------- | --- | --- | --- | --- | -- | -- | --- | --- |
| 1   | Uruguay  | 4   | 2   | 1   | 1   | 6  | 2  | +4  | 5   |
| 2.  | Colombia | 4   | 1   | 3   | 0   | 3  | 2  | +1  | 5   |
| 3.  | Ecuador  | 4   | 0   | 2   | 2   | 3  | 8  | –5  | 2   |

|              |           |       |           |                                                |
| 21 juni 1973 | Colombia  | 1 – 1 | Ecuador   | Bogota, Colombia Scheidsrechter: Guenero (PER) |
| 21 juni 1973 | Ortiz 44' |       | 72' Muñoz | Bogota, Colombia Scheidsrechter: Guenero (PER) |

|              |          |       |         |                                                   |
| 24 juni 1973 | Colombia | 0 – 0 | Uruguay | Bogota, Colombia Scheidsrechter: Goicoechea (ARG) |
| 24 juni 1973 |          |       |         | Bogota, Colombia Scheidsrechter: Goicoechea (ARG) |

|              |                 |       |           |                                                    |
| 28 juni 1973 | Ecuador         | 1 – 1 | Colombia  | Guayaquil, Ecuador Scheidsrechter: Pestarino (ARG) |
| 28 juni 1973 | Muñoz 29' (pen) |       | 50' Ortiz | Guayaquil, Ecuador Scheidsrechter: Pestarino (ARG) |

|             |               |       |                        |                                                  |
| 1 juli 1973 | Ecuador       | 1 – 2 | Uruguay                | Quito, Ecuador Scheidsrechter: Arppi Filho (BRA) |
| 1 juli 1973 | Estupiñán 35' |       | 41' Cubilla 74' Morena | Quito, Ecuador Scheidsrechter: Arppi Filho (BRA) |

|             |         |           |          |                                                    |
| 5 juli 1973 | Uruguay | 0 – 1     | Colombia | Montevideo, Uruguay Scheidsrechter: González (CHI) |
| 5 juli 1973 |         | 71' Ortiz |          | Montevideo, Uruguay Scheidsrechter: González (CHI) |

|             |                                      |       |         |                                                  |
| 8 juli 1973 | Uruguay                              | 4 – 0 | Ecuador | Montevideo, Uruguay Scheidsrechter: Canete (PAR) |
| 8 juli 1973 | Morena 4', 27' Cubilla 30' Milar 62' |       |         | Montevideo, Uruguay Scheidsrechter: Canete (PAR) |

### Groep 2
Na de blamage in 1970, toen Argentinië niet eens de eindronde haalde, kon het land geen tweede afgang veroorloven. Het beslissende duel vond plaats in Buenos Aires tegen Paraguay, de winnaar zou zich kwalificeren. Na een 0-1 achterstand wonnen de Argentijnen met 3-1. Er kwam een nieuwe generatie op, die zich vooral moest richten op het WK in eigen land vier jaar later, blikvanger van die generatie was Mario Kempes.
| Pos | Land       | Wed | Win | Gel | Ver | DV | DT | +/− | Pnt |
| --- | ---------- | --- | --- | --- | --- | -- | -- | --- | --- |
| 1.  | Argentinië | 4   | 3   | 1   | 0   | 9  | 2  | +7  | 7   |
| 2.  | Paraguay   | 4   | 2   | 1   | 1   | 8  | 5  | +3  | 5   |
| 3.  | Bolivia    | 4   | 0   | 0   | 4   | 1  | 11 | –10 | 0   |

|                  |             |       |                         |                                                     |
| 2 september 1973 | Bolivia     | 1 – 2 | Paraguay                | La Paz, Bolivia Scheidsrechter: Rendón Villads (ECU |
| 2 september 1973 | Morales 30' |       | 41' Escobar 74' Insfran | La Paz, Bolivia Scheidsrechter: Rendón Villads (ECU |

|                  |                                  |       |         |                                                              |
| 9 september 1973 | Argentinië                       | 4 – 0 | Bolivia | Buenos Aires, Argentinië Scheidsrechter: Pazos Bianchi (URU) |
| 9 september 1973 | Brindisi 30', 43' Ayala 66', 75' |       |         | Buenos Aires, Argentinië Scheidsrechter: Pazos Bianchi (URU) |

|                   |           |       |            |                                                  |
| 16 september 1973 | Paraguay  | 1 – 1 | Argentinië | Asuncion, Paraguay Scheidsrechter: Delgado (COL) |
| 16 september 1973 | Arrúa 41' |       | 33' Ayala  | Asuncion, Paraguay Scheidsrechter: Delgado (COL) |

|                   |         |             |            |                                              |
| 23 september 1973 | Bolivia | 0 – 1       | Argentinië | La Paz, Bolivia Scheidsrechter: Coelho (BRA) |
| 23 september 1973 |         | 17' Fornari |            | La Paz, Bolivia Scheidsrechter: Coelho (BRA) |

|                   |                                              |       |         |                                                       |
| 30 september 1973 | Paraguay                                     | 4 – 0 | Bolivia | Asuncion, Paraguay Scheidsrechter: Tejada Burga (PER) |
| 30 september 1973 | Bareiro 10' Osorio 13' Insfran 18' Arrúa 89' |       |         | Asuncion, Paraguay Scheidsrechter: Tejada Burga (PER) |

|                |                            |       |             |                                                     |
| 7 oktober 1973 | Argentinië                 | 3 – 1 | Paraguay    | Buenos Aires, Argentinië Scheidsrechter: Diaz (CHI) |
| 7 oktober 1973 | Ayala 32', 57' Guerini 89' |       | 22' Escobar | Buenos Aires, Argentinië Scheidsrechter: Diaz (CHI) |

### Groep 3
Omdat Venezuela zich terugtrok, moesten twee landen uit de subtop Peru en Chili tegen elkaar spelen. Beide landen wonnen hun thuiswedstrijd met 2-0, een beslissingswedstrijd in Montevideo moest de beslissing brengen. Chili won met 2-1 en moest nu een play-off spelen tegen de Sovjet-Unie. Peru kon geen vervolg geven aan hun prima WK in Mexico en nam revanche door in 1975 kampioen van Zuid-Amerika te worden.
| Pos | Land      | Wed            | Win            | Gel            | Ver            | DV             | DT             | +/−            | Pnt            |
| --- | --------- | -------------- | -------------- | -------------- | -------------- | -------------- | -------------- | -------------- | -------------- |
| 1.  | Chili     | 2              | 1              | 0              | 1              | 2              | 2              | 0              | 2              |
| 2.  | Peru      | 2              | 1              | 0              | 1              | 2              | 2              | 0              | 2              |
|     | Venezuela | Teruggetrokken | Teruggetrokken | Teruggetrokken | Teruggetrokken | Teruggetrokken | Teruggetrokken | Teruggetrokken | Teruggetrokken |

|               |                |       |       |                                          |
| 29 april 1973 | Peru           | 2 – 0 | Chili | Lima, Peru Scheidsrechter: Marques (BRA) |
| 29 april 1973 | Sotil 43', 62' |       |       | Lima, Peru Scheidsrechter: Marques (BRA) |

|             |                          |       |      |                                                    |
| 13 mei 1973 | Chili                    | 2 – 0 | Peru | Santiago, Chili Scheidsrechter: Barreto Ruiz (URU) |
| 13 mei 1973 | Crisosto 68' Ahumada 71' |       |      | Santiago, Chili Scheidsrechter: Barreto Ruiz (URU) |

Omdat het gelijk stond werd er een play-off gespeeld op neutraal terrein.
Play-off
|                 |                       |       |              |                                                   |
| 5 augustus 1973 | Chili                 | 2 – 1 | Peru         | Montevideo, Uruguay Scheidsrechter: Da Rosa (URU) |
| 5 augustus 1973 | Valdés 45' Farias 58' |       | 40' Bailetti | Montevideo, Uruguay Scheidsrechter: Da Rosa (URU) |

### Intercontinentale play-off
Op 11 september 1973 brak er een militaire staatsgreep uit in Chili onder leiding van generaal Augusto Pinochet. Het leger versloeg het marxistische bewind van Salvador Allende.Er volgde een schrikbewind,  waarbij tegenstanders van het nieuwe bewind werden opgesloten in het Estadio National van Santiago en daar gemarteld en gefolterd werden. Ondertussen moest het Chileens voetbalelftal play-offs spelen tegen de Sovjet-Unie. Vlak na de coup speelde Chili met 0-0 gelijk in Moskou. De Chileense voetbalbond besloot, dat de return gewoon gespeeld kon worden in het Estadio Nacional, alsof er niks was gebeurd en de FIFA nam dat besluit gewoon maar over. Het militaire regieme nodigde ook de buitenland pers uit in het stadion om te laten zien, dat alles normaal is in het stadion, maar de Russen waren niet overtuigd. Zij kwamen niet en de FIFA diskwalificeerde de Russen en gaf ook nog een boete. Op de dag zelf konden de Chileense autoriteiten zich niet om een dubieus stuk propaganda op te voeren, 11 Chilenen trokken ten aanval tegen een onzichtbare tegenstander en na de 1-0 was dit macabere schouwspel afgelopen. Voor de Russen was dit een zwaar gelach, voor de eerste keer sinds 1958 plaatste men zich niet voor een groot toernooi en het zou pas tot 1982 duren voor de Russen zich weer zouden plaatsen voor een eindtoernooi, ondanks de aanwezigheid van een sterke generatie Oekraïense spelers onder aanvoering van Oleg Blochin.
|                   |             |       |       |                                                                                          |
| 26 september 1973 | Sovjet-Unie | 0 – 0 | Chili | Centraal Leninstadion, Moskou Toeschouwers: 48.891 Scheidsrechter: Armando Marques (BRA) |
| 26 september 1973 |             |       |       | Centraal Leninstadion, Moskou Toeschouwers: 48.891 Scheidsrechter: Armando Marques (BRA) |

|                  |       |                    |             |                                                                                      |
| 21 november 1973 | Chili | 2 – 0 Reglementair | Sovjet-Unie | Estadio Nacional, Santiago Toeschouwers: 15.000 Scheidsrechter: Erich Linemayr (AUT) |
| 21 november 1973 |       |                    |             | Estadio Nacional, Santiago Toeschouwers: 15.000 Scheidsrechter: Erich Linemayr (AUT) |

Chili kwalificeert zich voor het hoofdtoernooi.